# نيل ييتس
نيل ييتس (بالإنجليزية: Neil Yates)‏ هو عازف جاز بريطاني، ولد في 1970 في ستوكبورت في المملكة المتحدة.

## وصلات خارجية
- الموقع الرسمي
- نيل ييتس على موقع ميوزك برينز (الإنجليزية)
- نيل ييتس على موقع ديسكوغز (الإنجليزية)